# Universidade de Windsor
A Universidade de Windsor (UWindsor, U of W, ou UWin) é uma universidade pública em Windsor, Ontário, Canadá. É a universidade mais ao sul do Canadá. Tem aproximadamente 12.000 alunos de graduação em período integral e parcial e 4.000 alunos de pós-graduação. A universidade foi fundada em 1857 e incorporada pelo governo provincial em 1962 e tem mais de 135.000 ex-alunos.
A Universidade de Windsor tem nove faculdades, incluindo a Faculdade de Letras, Humanidades e Ciências Sociais, a Faculdade de Educação, a Faculdade de Engenharia, a Odette School of Business, a Faculdade de Pós-Graduação, a Faculdade de Motricidade Humana, a Faculdade de Direito, a Faculdade de Enfermagem e a Faculdade de Ciências. Através de suas faculdades e escolas independentes, a universidade demonstrou seus principais focos de pesquisa em pesquisas automotivas, ambientais, de justiça social e de comércio internacional. Nos últimos anos, a instituição tem começado a concentrar-se cada vez mais na investigação sobre saúde, ciências naturais e empreendedorismo.